# Embelleze

A Embelleze é uma empresa brasileira de beleza. Fundada em Nova Iguaçu no Rio de Janeiro pelo empresário Itamar Serpa. A companhia possui fábrica no município de Nova Iguaçu, e centros de distribuição no Rio de Janeiro, Portugal, EUA, Venezuela, Panamá e Colômbia.

## História
Itamar Serpa é o primogênito de uma família humilde. Trabalhou como office boy, cobrador de ônibus e professor de química e física. Serpa passou no vestibular de química da UFRJ.Algum tempo depois começou a trabalhar na Bayer como químico, e  abriu sua própria empresa. No ano de 2012 a empresa passou por uma grande dificuldade financeira e vendeu 65,9% dos seus passivos que foi dividido entre 12 sócios formando a empresa Maxton Representacoes Comerciais S/C Ltda - ME.

## Atuação
A Embelleze comercializa mais de 500 produtos para os cabelos. Suas marcas mais conhecidas são a tintura Maxton, Novex e Natucor.A empresa também conta com a Salon Embelleze, unidade de produtos profissionais para cabeleireiros.É uma das empresas brasileiras que não faz testes em animais.
Sua fábrica possui 57.000 m² de área total e 18.000 m² de área, localiza-se em Nova Iguaçu, no estado do Rio de Janeiro e produz mais de 100 milhões de unidades por ano. O Sistema Embelleze conta com 10 mil colaboradores diretos e indiretos.
Desde o ano 2000, a Embelleze possui um salão de beleza no Retiro dos Artistas, instituição de abrigo a artistas idosos.
A empresa participou de ações em programas da televisão brasileira, como o quadro espelho mágino do programa Vídeo Show, da Rede Globo., comemoração do show de 50 anos do músico Roberto Carlos, na Rede Globo, e programa Mais Você, da apresentadora Ana Maria Braga. Foi patrocinadora do Criança Esperança, também da Rede Globo, e em 2012 lançou a linha de tratamento para cabelos Monalisa, nome inspirado na personagem interpretada pela atriz Heloísa Périssé da novela Avenida Brasil, da Rede Globo.
A Embelleze possui centros de distribuição em Portugal, Venezuela, Panamá, Colômbia. A companhia também exporta para Inglaterra, Bélgica, Suíça,Holanda, França, Espanha, Cabo Verde, Marrocos e países da Ásia.
Em 2014, a Embelleze começou a apoiar a Fundação Laço Rosa, instituição sem fins lucrativos voltado para a divulgação sobre a detecção precoce e combate ao câncer de mama. Com a parceria, a Embelleze patrocina a fundação e os Institutos Embelleze passaram a divulgar as campanhas da instituição em suas unidades e recolher perucas, lenços e cabelos para doações.

## Instituto Embelleze
O sistema Embelleze conta com Embelleze Brasil, Instituto Embelleze, Estação Belleza Pura, Embelleze Salon e Embelleze Internacional.Em 1998, a empresa abriu o mercado de franquias com o Instituto Embelleze, para formação e certificação de profissionais no setor de beleza. A empresa se uniu em parceria com a holding SMZTO em 2003.
O Instituto Embelleze oferece cursos para cabeleireiro profissional, manicure, pedicure, maquiador e barbeiros.Conta com 348 franquiados e forma cerca de 200 mil profissionais por ano.Em 2012, a empresa abriu o primeiro Instituto Embelleze na Colômbia.

## Itamar Serpa Fernandes, fundador
Itamar Serpa Fernandes nasceu em Vitória, no Espírito Santo, em 3 de julho de 1941, filho de Luis Vargas Fernandes e de Isolina Serpa Fernandes.
Mudou-se aos 15 anos de idade para Nova Iguaçu (RJ), empregou-se como operário na Nitroquímica, empresa do Grupo Votorantim. A morte de seu pai, em 1959, obrigou-o a regressar a Nova Iguaçu e assumir o sustento da família. Admitido pela Bayer, iniciou dois anos depois estudos em química industrial na Escola Técnica Rezende Rammel. Aprovado em quarto lugar no vestibular ingressou, em 1965, no curso de engenharia química da antiga Escola Nacional de Química da Universidade do Brasil, atual Universidade Federal do Rio de Janeiro (UFRJ). Dando aulas de física e química, e participando do movimento estudantil universitário, foi perseguido pelo regime militar instaurado no país em abril de 1964 e detido algumas vezes.
Pioneiro na importação de sementes originárias dos Andes, começou a plantá-las no Espírito Santo, em 1977, e três anos depois deu início à produção em escala industrial e com tecnologia da Inglaterra de um creme alisante de cabelo que no Brasil recebeu o nome popular de henê, convertido em principal produto de sua firma Embelleze.
Morreu em 18 de julho de 2023. Divulgado nas redes sociais da empresa, mas sem detalhes sobre a causa da morte.